# Ramon Alabern i Moles

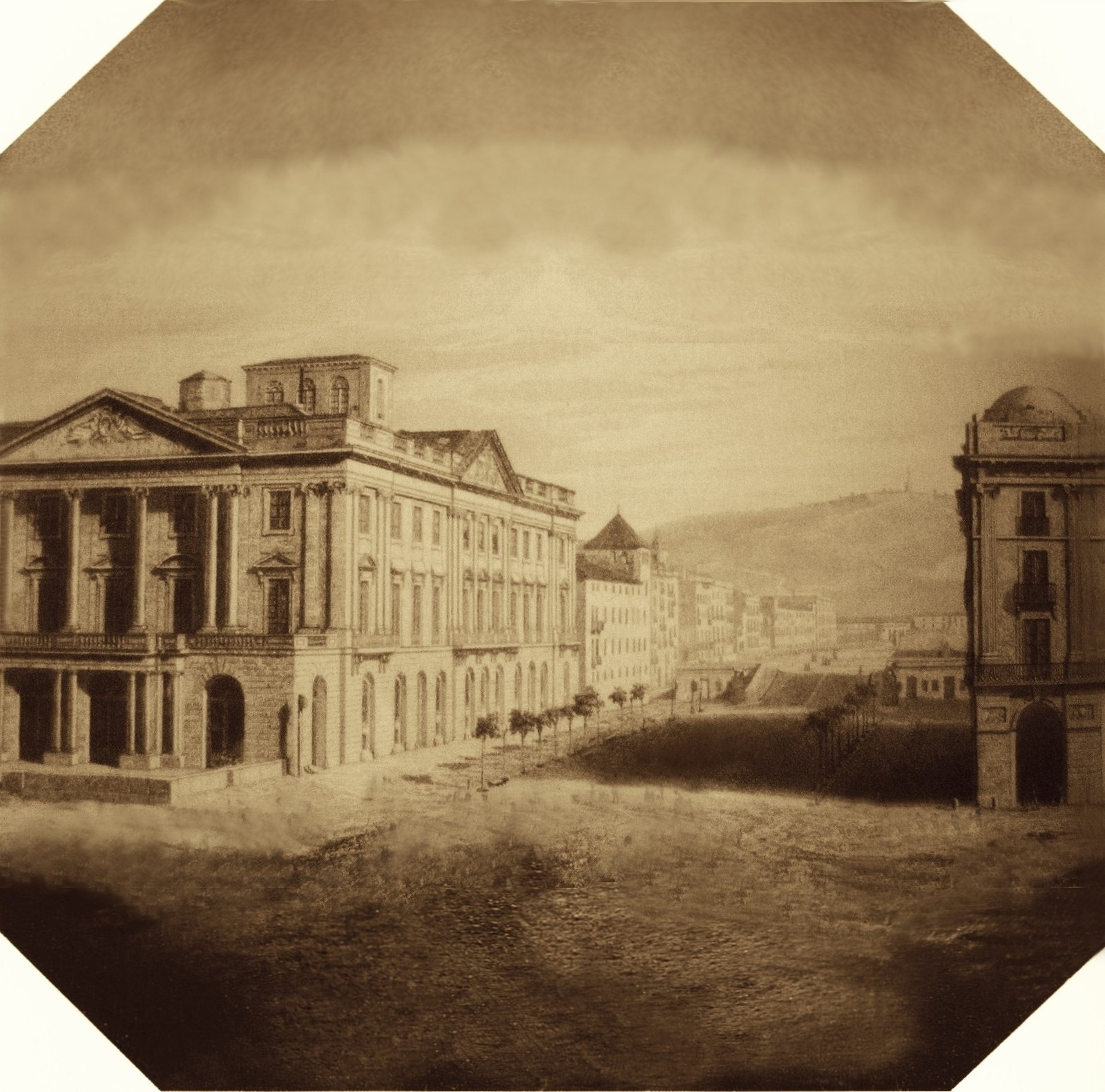
Vista semblant al primer daguerreotip fet a Espanya per Ramon Alabern i Moles el 1839 amb una vista de la Casa Xifré i la Llotja de Mar de Barcelona, els temes són els mateixos, però l'angle de visió és diferent .. (Imatge invertida lateralment, com en un mirall).

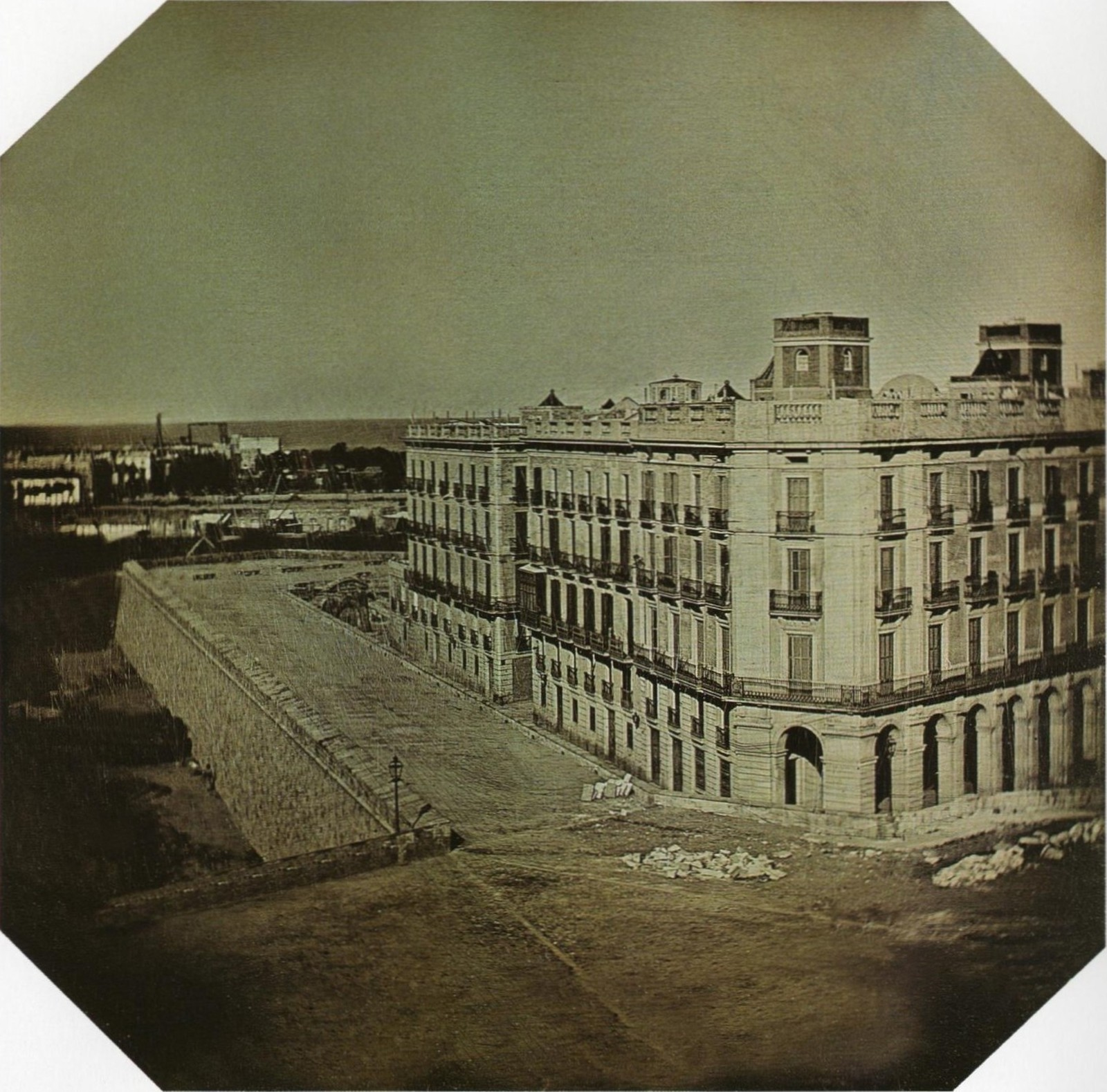
Daguerreotip de la Casa Vidal Quadras, prop de la Casa Xifré, l'any 1848. Imatge invertida lateralment, com en un mirall.

Ramon Alabern i Moles (Begues, Baix Llobregat, 1811 - Madrid, 1888) fou un gravador i fotògraf català, va ser el daguerreotipista encarregat de realitzar la primera fotografia a Espanya, que va tenir lloc el 10 de novembre de 1839 a Barcelona.

## Biografia
Va aprendre l'ofici de gravador seguint la tradició familiar, però va tenir ocasió de contemplar a París les demostracions de Daguerre i aprendre a realitzar els daguerreotips. A la capital francesa ja havia realitzat un daguerreotip de l'església de la Madeleine.
La presa de la primera fotografia es va realitzar el 10 de novembre del 1839, en una sessió pública, amb un enquadrament que incloïa la Llotja i la casa Xifré, vista des del terrat d'un edifici en l'actual Plaça Palau de Barcelona, amb un temps d'exposició de 22 minuts. L'esdeveniment, amenitzat amb una banda de música, va ser promogut per Pere Felip Monlau i Roca que va proposar l'adquisició de la càmera que el mateix Ramon Alabern i Moles havia portat de París, i els seus accessoris per l'Acadèmia de Ciències de Barcelona, on, a partir del 20 de novembre de 1839, va realitzar cursos composts de sis lliçons que pretenien divulgar l'obtenció de daguerrotips. Gran part de la informació sobre l'esdeveniment es deu a la publicació de la notícia en el Diari de Barcelona. El daguerreotip es va enmarcar i sortejar entre els 103 assistents a l'acte, les butlletes es van vendre a sis reals i va sortir agraciat el número 56. No es coneix el parador d'aquesta planxa original, pero si es conserva l'equip emprat per a la seva realització, a l'Acadèmia de Ciències Naturals i Arts de Barcelona. Sembla que es va realitzar una segona presa des d'un altre angle que tampoc es conserva.
Tan sols vuit dies després de la presa de la primera fotografia a Barcelona, el 18 de novembre de 1839, Mariano de la Paz, Pou y Camps van realitzar el primer daguerrotip a Madrid on s'hi veia el Palau Reial, imatge que tampoc es conserva.
Després d'aquest esdeveniment Alabern es va dedicar a fer fotografies de manera complementària al seu treball de gravador, existint diverses publicacions del seu treball com l'obra titulada «Espanya: obra pintoresca en làmines» que combina daguerreotips i dibuixos a mà i en què van participar Lluís Rigalt i Antoni Roca Sallent amb introducció de Francesc Pi i Margall.
Ramon Alabern i Moles va morir el 1888 a Madrid, concretament, el 28 de gener a les dues de la matinada. Va ser enterrat el 4 de febrer de l'any següent a la parròquia de San Millán y San Cayetano de Lavapiés. A la seva esquela, hi apareixen els noms del seu fill José i la seva germana Josefa, donant a entendre que en el moment devia ser vidu.

## Comparació 1848-2011

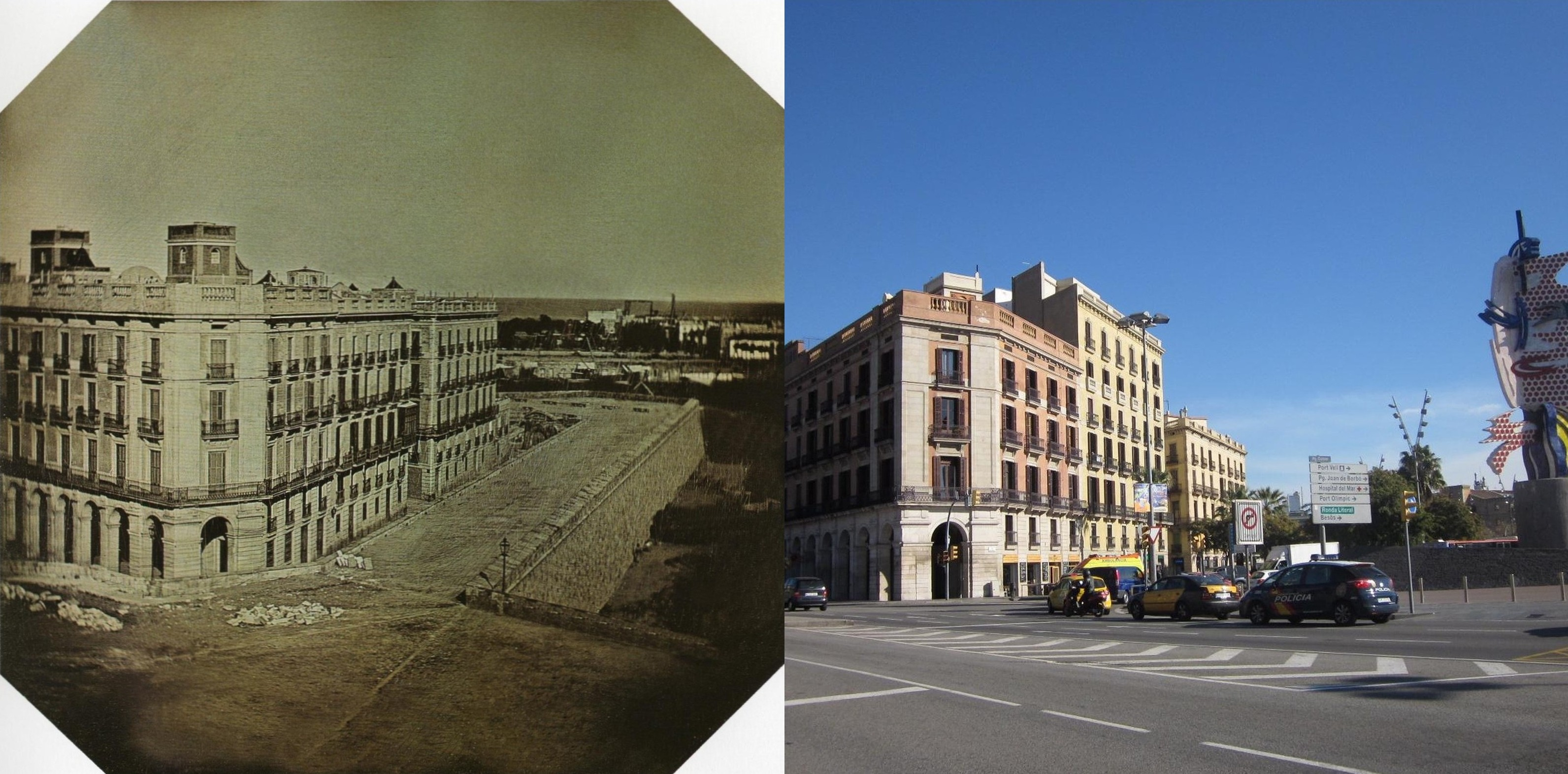
Comparació del 1r daguererotip (conservat) fet a Espanya (1848) amb la mateixa vista (perspectiva diferent) de l'any 2011